# San Pedro Huamelula
San Pedro Huamelula är en kommun i Mexiko.   Den ligger i delstaten Oaxaca, i den sydöstra delen av landet, 500 km sydost om huvudstaden Mexico City.
Följande samhällen finns i San Pedro Huamelula:
- El Coyul
- Guayacán